# Chanat Czagatajski
Chanat Czagatajski – chanat mongolski powstały z ułusu syna Czyngis-chana Czagataja (zm. 1244/1245), obejmujący większość terytorium Azji Środkowej do momentu rozpadu w latach 1346–1370.

## Narodziny państwa
Przed swą śmiercią w roku 1227 Czyngis-chan wyznaczył swoim synom ułusy, to jest pastwiska wraz z poddanymi ludźmi. Czagataj otrzymał ziemie rozciągające się od terytorium Ujgurów do Samarkandy i Buchary (bez tych miast), a zatem obejmujące tereny na północ od jeziora Bałchasz, Mawarannahr, Siedmiorzecze i Turkiestan Wschodni z wyjątkiem części zajmowanej przez Ujgurów. Jego sezonowe rezydencje leżały nad rzeką Ili, w okolicy miasta Ałmałyk. Czagataj nie był władcą niezależnym – dzierżył on swój ułus od Wielkiego Chana jako „indżu”, ziemię będącą własnością chana i jego rodziny (por. królewszczyzna), i miał prawo do dysponowania dochodami z niej pochodzącymi, chociaż nią nie zarządzał. Finansowa administracja jego ułusu (podobnie jak zarząd nad Bucharą i Samarkandą) należała do urzędników podległych bezpośrednio Wielkiemu Chanowi. Do roku 1240 sprawował ją mianowany przez Ugedeja (1229–1241) Mahmud Jaławacz (zm. 1254), zaś później zastąpił go jego syn, Masud (zm. 1289). Czagataj cieszył się opinią rygorystycznego strażnika jasy, która była nie do pogodzenia z niektórymi przepisami szariatu. Zachowały się opowieści mówiące o wymuszaniu przez niego przestrzegania jasy na muzułmanach, trudno jednak przypuszczać, żeby ta polityka mogła rozciągać się na ludzi spoza jego obozu czy stolicy mongolskiego imperium Karakorum. Poza tym muzułmanów brali w ochronę ich pobratymcy w wierze Jaławacze.
Czagataj zmarł w roku 1244 lub 1245, wyznaczając swoim następcą wnuka, Kara Hülëgü (1244/1245–1246, 1251–1252), jednak Wielki Chan Gujuk (1246–1248) zastąpił go młodszym synem Czagataja, Jisü Möngke (1246–1251). Większość czagatajskich książąt, wraz ze swoimi krewnymi, potomkami Ugedeja, sprzeciwiła się wyborowi Möngke (1251–1259) na Wielkiego Chana, stąd po ostatecznym objęciu przez niego władzy zostali oni wygnani lub zabici. Ten ostatni los spotkał także Jisü Möngke. Nowy Wielki Chan przywrócił do władzy na zmniejszonym terytorium ułusu Kara Hülëgü. Po śmierci tego ostatniego władzę przejęła wdowa po nim, Organa-katun (1252–1260). Po śmierci Möngke znowu wybuchł konflikt o sukcesję, tym razem pomiędzy jego braćmi, Kubiłajem i Arykiem Böge. Ten drugi powierzył ułus Czagataja jego wnukowi, Ałgu (1260–1266), który pozbawił władzy Organę, potem jednak się z nią ożenił. W roku 1262 Ałgu przeszedł na stronę Kubiłaja, co w dużym stopniu przyczyniło się do ostatecznego zwycięstwa tego ostatniego w roku 1264. W rezultacie tej wojny cywilna administracja ułusu przeszła w ręce Ałgu, a ponadto opanował on Bucharę i Samarkandę, które to fakty zostały zalegalizowane przez potrzebującego poparcia w konflikcie z bratem Kubiłaja. Dopiero od tego momentu możemy mówić o istnieniu chanatu Czagataidów.

Chanat czagatajski pod koniec XIII wieku

## Po stronie Kajdu
Następca Ałgu, Mubarak Szah (1266), był synem Organy z jej małżeństwa z Kara Hülëgü i pierwszym Czagataidą, który przyjął islam. Został on jednak obalony przez Baraka (1266–1271), którego Kubiłaj wysłał żeby z nim współrządził. Barak wkrótce zerwał z Wielkim Chanem, musiał jednak stawić czoło innemu mongolskiemu chanowi walczącemu z Kubiłajem, potomkowi Ugedeja Kajdu (zm. ok. 1303), który żądał podporządkowania się jego władzy. Dzięki posiłkom ze Złotej Ordy Kajdu pokonał Baraka i na kurułtaju w Azji Środkowej w roku 1269, na którym został obwołany Wielkim Chanem przez przeciwników Kubiłaja, uzyskał od Baraka uznanie swojej władzy oraz zrzeczenie się na swoją rzecz wszystkich posiadłości oprócz dwóch trzecich Mawarannahru. Barak wdał się następnie w wojnę z Ilchanidami, został jednak 22 lipca 1270 roku rozgromiony przez Abakę (1265–1282) w bitwie pod Heratem, a Kajdu odmówił mu swego poparcia wobec wzbierającej przeciwko niemu rebelii lub wręcz zabił (źródła są sprzeczne). Następcą Baraka był Negübej (1271–1272), którego Kajdu wkrótce zastąpił Buka Temürem (1272–1282). Władza tych Czagataidów była słaba. W roku 1273 miało miejsce znamienne wydarzenie – Abaka zdobył i splądrował Bucharę, a przybyłe po tym wydarzeniu wojska Czagataidów, które pierwotnie miały bronić miasta, dokończyły dzieła rabunku. W roku 1276 Czagataidzi i Ilchanidzi zjednoczyli swe siły w ponownym rabunku miasta, które po tym wydarzeniu miało być przez siedem lat niezamieszkane.
Długie panowanie Duwy (ok. 1282–1307) stało pod znakiem współdziałania z Kajdu. Walki toczyły się przez wiele lat i pozostały nierozstrzygnięte, jednak z punktu widzenia Czagataidów oprócz wspomnianych wyżej klęsk przyniosły im także pewne zdobycze terytorialne. Duwa towarzyszył Kajdu w jego inwazjach na terytoria Ilchanidów w latach 1288, 1291 i 1295/1296, które pozwoliły mu zagarnąć pastwiska leżące na południe od Amu Darii. Około roku 1290 Duwa przyłączył do chanatu dawne terytoria Ujgurów we Wschodnim Turkiestanie, zaś niedługo przed rokiem 1298/1299 udało mu się ustanowić swojego syna Kutluka Kuczę przywódcą Negüderydów, Mongołów, którzy mając siedzibę w Ghaznie (dzis. Ghazni) zajmowali znaczną część dzisiejszego Afganistanu. Ta ostatnia zdobycz umożliwiła Czagataidom podjęcie nowych ataków na Ilchanidów, a także na Indie.
Wykorzystując zaangażowanie Ilchanidów w wojnę przeciwko Mamelukom w roku 1301 przedsięwzięto najazd na Fars i Kerman, jednak w drodze powrotnej siły Czagataidów zostały pokonane przez brata ilchana Ghazana (1295–1304) Char-bande, późniejszego ilchana Oldżajtu (1304–1316), który odparł także atak podjęty w zimie 1302–1303. W roku 1299 Kutluk Kucza podjął wielki najazd na Indie, musiał się jednak wycofać kiedy został śmiertelnie ranny w bitwie. W roku 1303 Mongołowie przez dwa miesiące oblegali Delhi, ostatecznie jednak znowu się wycofali. Wyprawa z roku 1304 została rozgromiona przez wodzów Sułtanatu Delhijskiego Kafura i Tughlaka, jednak dopiero w latach 1307–1308 sułtanowi Ala ad-Dinowi (1296–1316) udało się powstrzymać coroczne mongolskie rajdy.
Na przełomie lat 1297 i 1298 Duwa przeprowadził zaskakujący atak na terytorium Wielkiego Chana i pojmał Körgüza, dowódcę jego armii w Mongolii, kiedy jednak próbował zaatakować kraj Tangutów sam został zaskoczony i rozbity. W trakcie kampanii w latach 1298–1303 następca Kubiłaja, Temür Öldżejtü (1294–1307), wspierany przez zagrażającego Czagataidom od zachodu chana Białej Ordy Bujana (1302–1309), uzyskał przewagę, m.in. zadając ciężką porażkę Kajdu i Duwie podczas ich ataku na Karakorum. Podczas tych walk obaj sprzymierzeni chanowie zostali ranni, Kajdu śmiertelnie – zmarł około roku 1303. Duwa uniemożliwił objęcie władzy desygnowanemu przez niego Urusowi, doprowadzając do jej przejęcia przez jego innego syna, Czepera (1303–1306), który wydawał mu się bardziej sterowalnym zwierzchnikiem. Wskutek nalegań Duwy Czeper uznał władzę Wielkiego Chana i tym samym zapanował pokój, który ilchan Oldżajtu w swoim liście z 1305 roku do Filipa Pięknego uznał za zwiastun pokoju powszechnego. Jednak jeszcze w tym samym roku Duwa, współdziałając z siłami Wielkiego Chana, przedsięwziął zdradziecki atak na zwolenników Czepera, który w roku 1309 został ostatecznie pokonany przez Kebeka (ok. 1320–1327) i nie pozostało mu nic innego jak poddać się władzy Wielkiego Chana. Tym samym imperium założone przez Kajdu upadło, a większość jego terytorium przypadło Czagataidom.

## Rozpad
Chanat dzielił się na dwie wyraźne części. Pierwszą z nich był Mawarannanhr, od tysiącleci posiadający rozwiniętą kulturę miejską i od stuleci muzułmański. Drugą zaś ogromny obszar stepowy rozciągający się od górnego Irtyszu i rzeki Ili do gór Tienszan i od Fergany do jeziora Bałchasz. Był on słabo zaludniony, głównie przez koczowników pochodzenia tureckiego i mongolskiego, chociaż w jego centrum znajdowało się kilka starożytnych miast, takich jak Kaszgar i wspomniany już Ałmałyk. Nomadzi ci nazywali siebie Mogołami, stąd w XIV wieku region ten zaczęto nazywać Mogolistanem. W Mawarannahrze nazywano ich bandytami, dżatta, co wiązało się z tym, że chętnie podejmowali oni wyprawy rabunkowe na zachodnią część chanatu. Niezgodę pomiędzy Mawarannahrem a Mogolistanem dodatkowo pogłębiał fakt, że większość koczowników stanowili szamaniści.
Historia chanatu w XIV wieku to dzieje powolnej islamizacji i wzrastającego szacunku chanów dla osiadłego trybu życia, co spotykało się ze sprzeciwem Mogołów. I tak Kebek przeprowadził korzystną dla Mawarannahru reformę monetarną, wprowadził nowy podział terytorialny, próbując chociaż trochę scentralizować państwo, odbudował kilka miast i wreszcie wzniósł zamek, wokół którego rozrosło się miasto, przechodząc tym samym na półosiadły tryb życia. Za te działania, odbierane jako faworyzowanie Mawarannahru, Kebek został w roku 1327 zabity przez koczowników. Jego następca, Tarmaszirin (1331–1334), przyjął islam, za co został zamordowany przez szamanistyczną arystokrację koczowniczą oskarżającą go o odstąpienie od Jasy. Jednak także następny chan, Kazan (1343–1346), w swojej polityce zaczął ciążyć ku Mawarannahrowi i w roku 1346 zginął zamordowany przez rzecznika nomadów emira Kazgana. W tym momencie chanat rozpadł się na Mogolistan i Mawarannahr, i zapanowała w nim anarchia. Kazgan nie pochodził z rodu Czagataja, co bardzo osłabiało jego prestiż, i w roku 1358 został zabity. Mogolistan został jednak zjednoczony przez Tugłuka Temüra (1347–1363), który w roku 1359 i 1361 wyprawił się na Mawarannahr, chcąc zjednoczyć cały dawny chanat Czagataidów. Po jego wycofaniu się miejscowi koczownicy, z Timurem na czele, obalali jego władzę. Ostatnią próbę zjednoczenia państwa podjął syn Tugłuka Temüra, Ilias Chodża, który najechał Mawarannahr w roku 1365. Udało mu się pokonać Timura, został jednak odparty przez mieszkańców Samarkandy, a jego armię dosięgła zaraza. W roku 1370 Timur ostatecznie opanował Mawarananhr, obalając tym samym władzę Czagataidów na tym terenie, chociaż utrzymywał ich jako władców marionetkowych. Tym samym chanat ostatecznie rozpadł się na państwo Timura i nadal rządzony przez Czagataidów Mogolistan.

## Chanowie
- 1227–1244/1245 – Czagataj
- 1244/1245–1246 – Kara Hülëgü
- 1246–1251 – Jisü Möngke
- 1251–1252 – Kara Hülëgü (ponownie)
- 1252–1260 – Organa-katun
- 1260–1266 – Ałgu
- 1266 – Mubarak Szah
- 1266–1271 – Barak
- 1271–1272 – Negübej
- 1272–1282 – Buka Temür
- ok. 1282–1307 – Duwa
- 1307–1308 – Könczek
- 1308–1309 – Taliku
- 1309–1320 – Esen Buka
- ok. 1320–1327 – Kebek
- 1327–1330 – Eldżigedej
- 1330–1331 – Döre Temür
- 1331–1334 Tarmaszirin
- 1334 – Buzan
- 1334–1338 Changshi
- ok. 1338–1341 – Jesün Temür
- 1341–1343 – Ali Chalil (potomek Ugedeja)
- 1342–1343 – Muhammad
- 1343–1346 – Kazan
- 1346–1358 – Daniszmendżi (potomek Ugedeja)
- 1358–1359 Bujan Kuli
- 1359 – Szah Temür
- 1359–1363 – Tugłuk Temür